# Encalado (suelo)

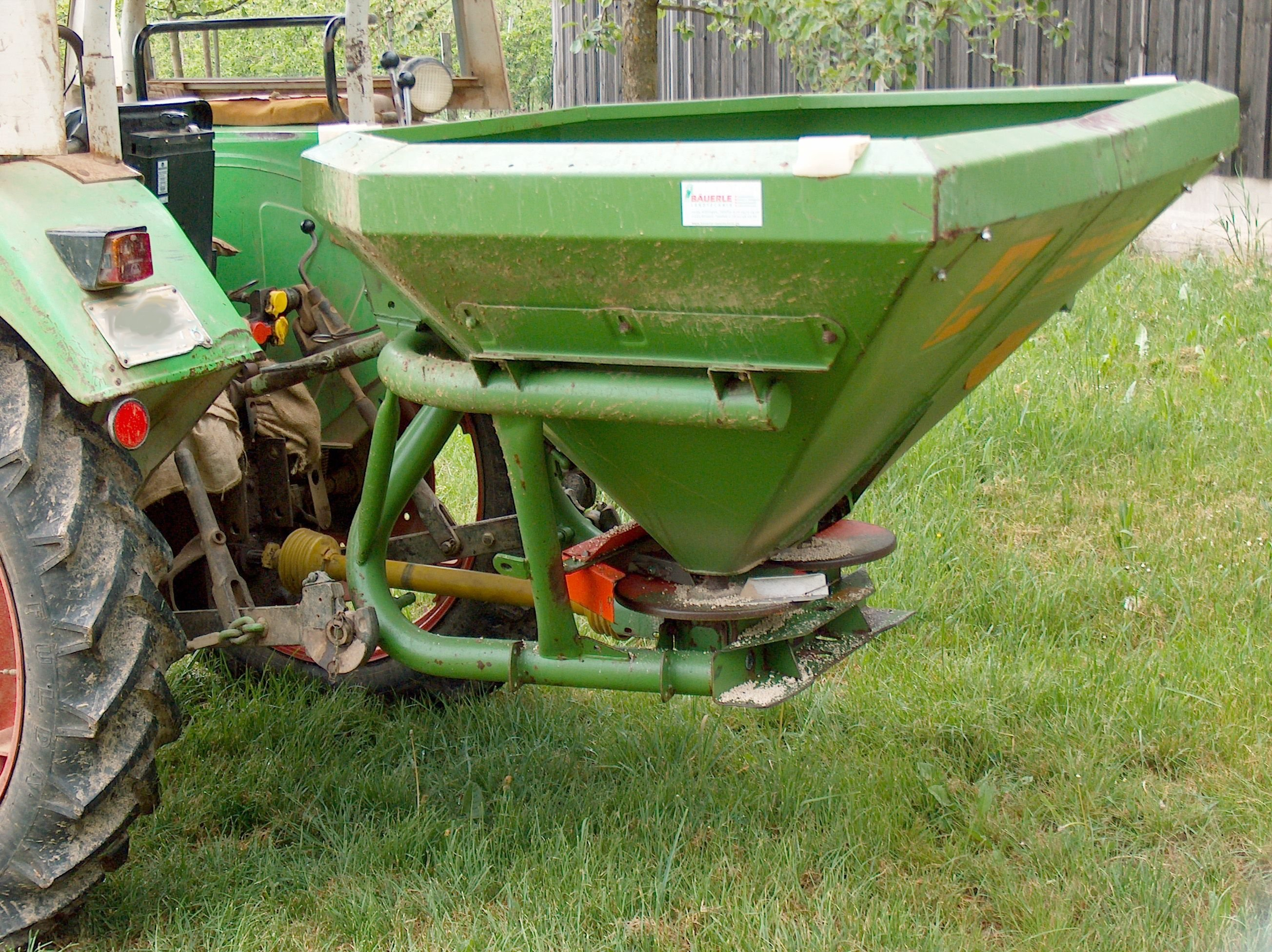
Implemento agrícola para distribución calcárea por un disco rotatorio ligado a la toma de fuerza de un tractor

El encalado del suelo, también denominado como enmienda calcárea del suelo, es la etapa de preparación del suelo para cultivos agrícolas en la que se aplica piedra caliza molida con el objetivo de aumentar los niveles de calcio y magnesio, neutralizar el aluminio trivalente (elemento tóxico para las plantas) y corregir el pH del suelo, para un desarrollo satisfactorio de los cultivos.
Agronómicamente, el requerimiento de encalado se calcula por varios métodos diferentes, basados en análisis de suelo, entre ellos son: método Embrapa, y método pH-SMP.
En Brasil, por ejemplo, hay aproximadamente 285 millones de hectáreas de tierra cultivable, 40 o 50 millones de las cuales requieren corrección de acidez. La acidez del suelo es un problema común a casi todas las regiones brasileñas, y la tendencia, si no se corrige, es la de expandirse especialmente en las regiones de suelos arcillosos sujetos a fuertes lluvias y cultivos intensivos.

## Efectos del encalado

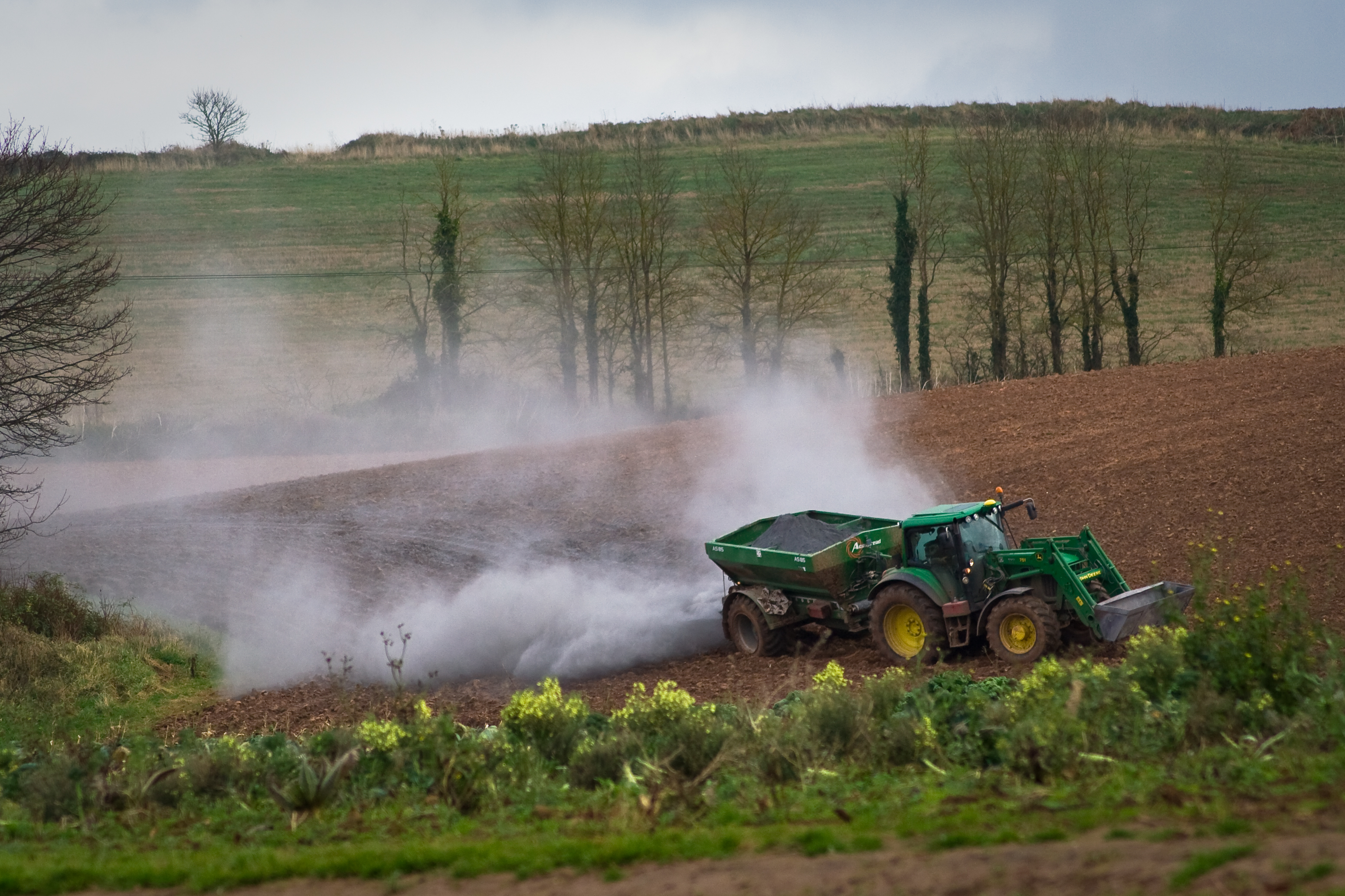
Extendiendo polvo calcáreo en suelo agrícola en Devon.

Prácticamente, solo los suelos con un pH inferior a 5,5 y superior a 7,0 tienen problemas relacionados con la disponibilidad de algunos nutrientes, la toxicidad de otros, la estructura del suelo, la vida microbiana y la simplificación de la materia orgánica, fijación de nitrógeno y azufre,etc.
La enmienda calcárea es muy común en los suelos más o menos ácidos del mundo pero no hay en los suelos calcáreos o el problema es el contrario y en cambio bajar el pH resulta más difícil que no aumentarlo.
El nivel con el que una cantidad dada de producto calcáreo incrementará el pH por unidad de volumen de un suelo depende de la "capacidad de intercambio catiónico" (CIC) de las partículas del suelo. Los suelos con una baja CIC mostrarán un incremento más marcado del pH que los suelos con más lat CIC. Pero los suelos con bajo CIC tendrán una lixiviación más rápida de las bases añadidas y volverán más rápidamente a su acidez inicial si no se repite el encalado. El exceso de encalado es más probable que tenga lugar en suelos con CIC básico, como los suelos arenosos que son deficientes en tamponador como la materia orgánica y la arcilla.
Los efectos del encalado se pueden resumir de la siguiente manera:

### Efectos Físicos
- Mejora de la estructura por granulación de las partículas (estructura, porosidad, permeabilidad, aireación).[2][1]

### Efectos Químicos
- Control de PH (control de acidez)
- Eliminación de aluminio trivalente
- Mayor disponibilidad y asimilación de Calcio, Magnesio, Fósforo y Molibdeno;
- Disminución de la solubilidad del Aluminio, Hierro y Manganeso (estos elementos, además de dificultar que la planta aproveche algunos nutrientes, también pueden volverse tóxicos).[2][1]

### Efectos Biológicos
- Estimular el desarrollo de la vida microbiana.[2][1]